# جاك ليس
جاك ليس (بالإنجليزية: Jack Lees)‏ هو سياسي بريطاني (وحمل سابقاً جنسية المملكة المتحدة لبريطانيا العظمى وأيرلندا)، ولد في 1884، وتوفي في 11 أغسطس 1940. حزبياً، نشط في حزب العمال. في الانتخابات العامة في المملكة المتحدة 1929 ‏، انتخب عضو برلمان المملكة المتحدة الـ35 عن دائرة بيلبر ‏ (30 مايو 1929 – 7 أكتوبر 1931).